# Inmigración gallega en Uruguay
La inmigración gallega en Uruguay se refiere al movimiento migratorio de individuos originarios de Galicia hacia territorio uruguayo. A lo largo de la historia, la comunidad gallega ha desempeñado un papel fundamental en el país, consolidándose como el grupo migratorio español más numeroso y dejando una huella significativa en la cultura y la sociedad uruguaya.

## Historia
La llegada significativa de gallegos a Uruguay comenzó en la década de 1830, tras el establecimiento del país como un Estado independiente y el aumento de la inmigración europea, convirtiéndose, junto con canarios y vascos, en uno de los grupos españoles más numerosos. La inmigración gallega se mantuvo constante a lo largo del siglo XIX, configurando el 60.5% de los inmigrantes españoles en Uruguay, en el período 1860-1890.
Montevideo fue el principal destino de los gallegos en Uruguay, en un contexto de crecimiento y urbanización impulsado por la llegada masiva de inmigrantes europeos, principalmente españoles e italianos. En agosto de 1879 se fundó el Centro Gallego de Montevideo —el primero de su tipo en el mundo—, con el objetivo de preservar y difundir sus costumbres y tradiciones. La mayoría de los inmigrantes gallegos se dedicaron a actividades económicas modestas, trabajando en oficios manuales, aunque también hubo miembros de la comunidad que lograron integrarse a la burguesía montevideana de la época.
Los inmigrantes gallegos en el país provenían principalmente de las zonas rurales y empobrecidas de Galicia, que «hicieron las Américas», atraídos por la búsqueda de un futuro mejor, en el Uruguay que a finales del siglo XVI e inicios del siglo XX, era promovido en España como un destino lleno de oportunidades. Los recién llegados a menudo enfrentaban prejuicios y discriminación, tanto por su origen campesino, como por su desconocimiento del castellano, puesto que eran hablantes nativos del gallego. La inmigración originaria de Galicia fue tan numerosa que, con el tiempo, el término «gallegos» llegó a ser utilizado de manera generalizada para hacer referencia a todos los inmigrantes españoles en Uruguay, sin distinción de su región de procedencia.
La prominente comunidad gallego-uruguaya fundó en 1917, la Casa de Galicia, una institución basada en el mutualismo europeo. Entre 1946 y 1958, se establecieron en Uruguay 37.043 inmigrantes españoles, de los cuales una gran parte procedía de las zonas rurales de Galicia.
En 2023 eran 37 015 los gallegos residentes en Uruguay de acuerdo al censo electoral.

## Legado cultural

### Prensa

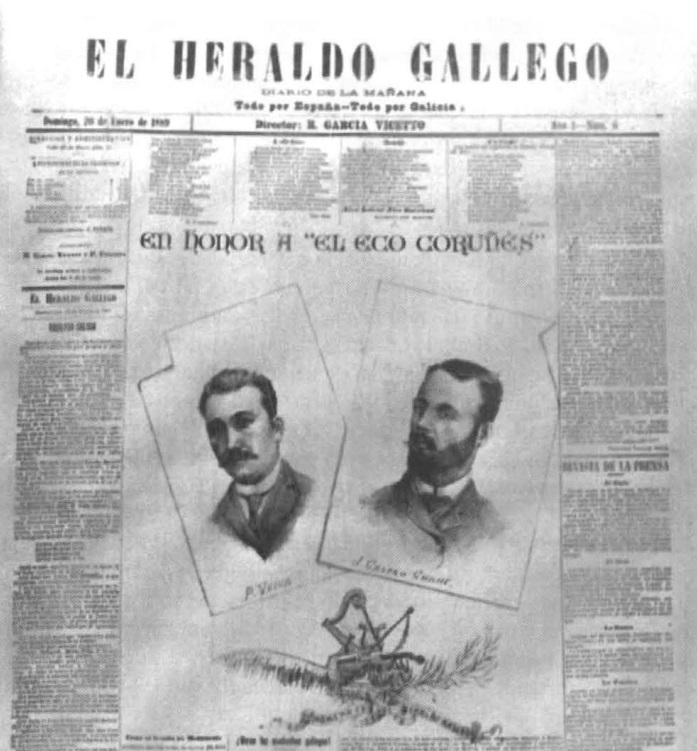
Publicación de El Heraldo Gallego

A partir de 1889 se comenzó a editar el periódio El Heraldo Gallego.